# Reherrey
Reherrey est une commune française située dans le département de Meurthe-et-Moselle, en région Grand Est.

## Géographie

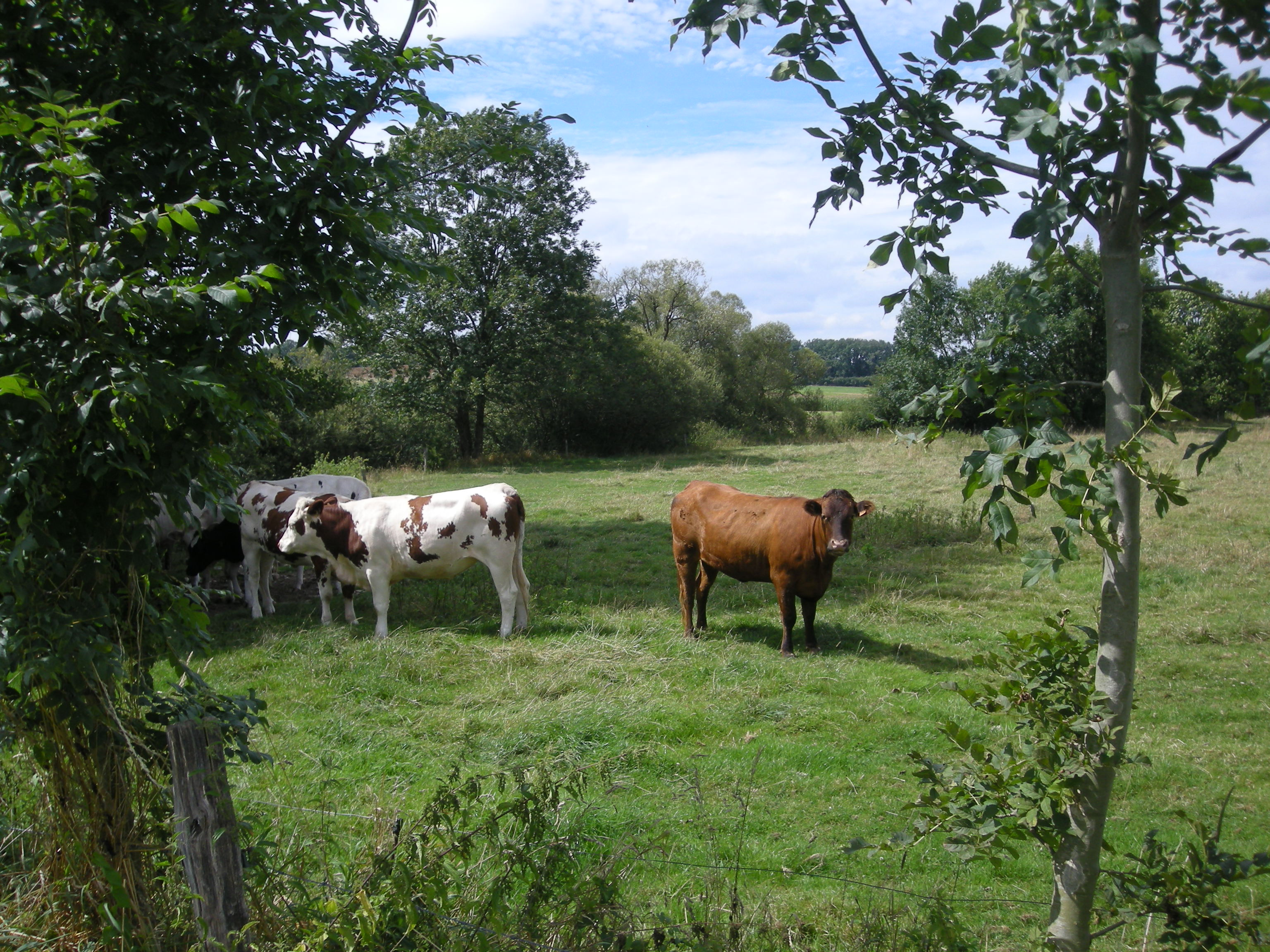
Place de l'élevage.

Le village se trouve au bord de la Verdurette, un petit cours d'eau qui se jette dans la Vezouze, un affluent de la Meurthe.
Il est entouré de pâturages.
| Vaxainville | Mignéville | Montigny  |
|             | Reherrey   |           |
| Brouville   |            | Merviller |

### Hydrographie
La commune est dans le bassin versant du Rhin au sein du bassin Rhin-Meuse. Elle est drainée par la Verdurette,.
La Verdurette, d'une longueur de 11 km, prend sa source dans la commune de Neufmaisons et se jette  dans la Vezouze à Fréménil, après avoir traversé onze communes. 

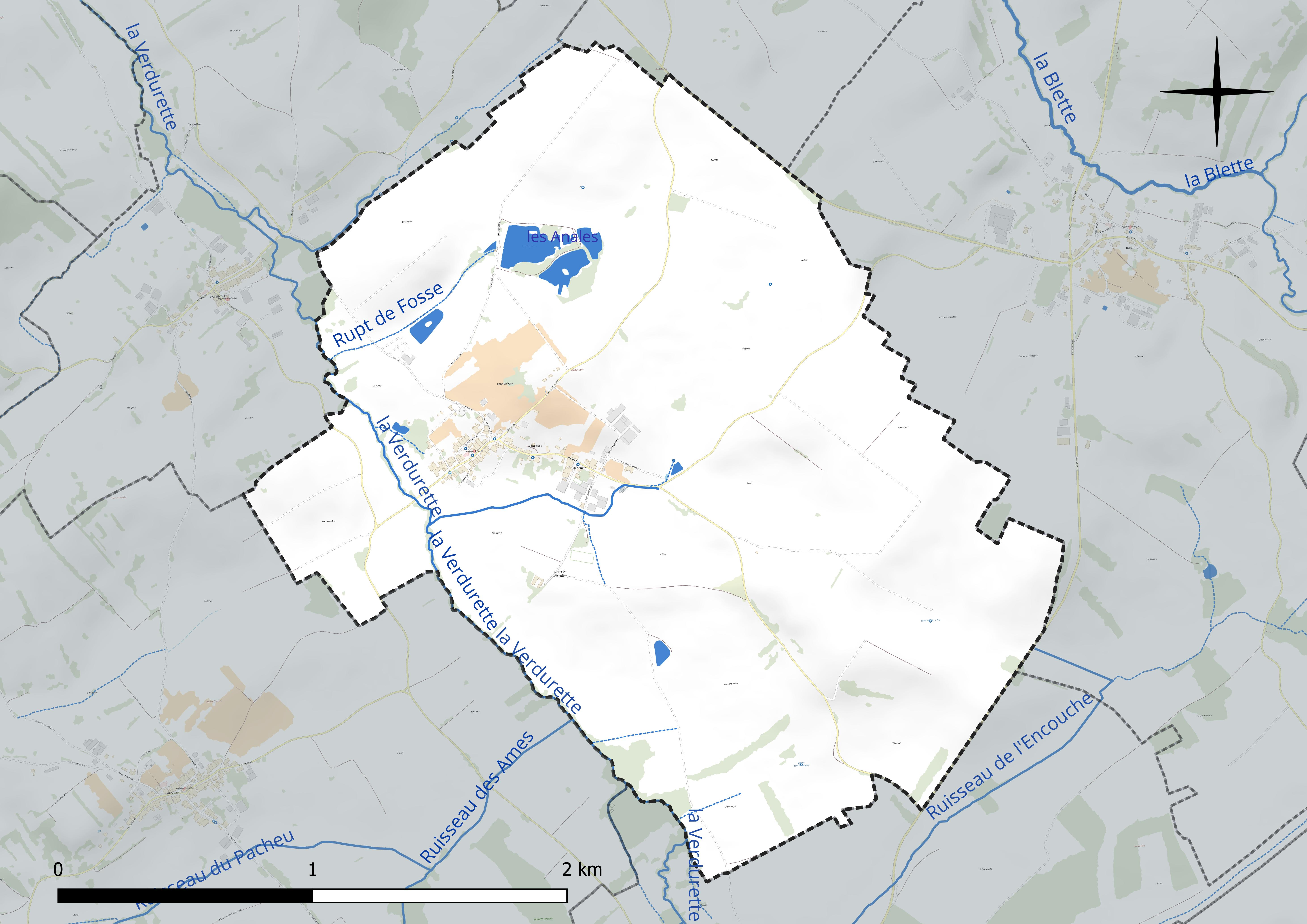
Réseau hydrographique de Reherrey.

Un plan d'eau complète le réseau hydrographique : les Anales (2,6 ha),.

### Climat
Pour des articles plus généraux, voir Climat du Grand Est et Climat de Meurthe-et-Moselle.
En 2010, le climat de la commune est de type climat des marges montargnardes, selon une étude du Centre national de la recherche scientifique s'appuyant sur une série de données couvrant la période 1971-2000. En 2020, Météo-France publie une typologie des climats de la France métropolitaine dans laquelle la commune est exposée à un climat semi-continental et est dans la région climatique  Vosges, caractérisée par une pluviométrie très élevée (1 500 à 2 000 mm/an) en toutes saisons et un hiver rude (moins de 1 °C). 
Pour la période 1971-2000, la température annuelle moyenne est de 9,7 °C, avec une amplitude thermique annuelle de 16,9 °C. Le cumul annuel moyen de précipitations est de 952 mm, avec 12 jours de précipitations en janvier et 9,8 jours en juillet. Pour la période 1991-2020, la température moyenne annuelle observée sur la station météorologique de Météo-France la plus proche, « St Maurice », sur la commune de Saint-Maurice-aux-Forges à 6 km à vol d'oiseau, est de 10,5 °C et le cumul annuel moyen de précipitations est de 837,4 mm. 
La température maximale relevée sur cette station est de 39,2 °C, atteinte le 25 juillet 2019 ; la température minimale est de −19,9 °C, atteinte le 1er mars 2005,,. 
Les paramètres climatiques de la commune ont été estimés pour le milieu du siècle (2041-2070) selon différents scénarios d'émission de gaz à effet de serre à partir des nouvelles projections climatiques de référence DRIAS-2020. Ils sont consultables sur un site dédié publié par Météo-France en novembre 2022.

## Urbanisme

### Typologie
Au 1er janvier 2024, Reherrey est catégorisée commune rurale à habitat dispersé, selon la nouvelle grille communale de densité à sept niveaux définie par l'Insee en 2022.
Elle est située hors unité urbaine. Par ailleurs la commune fait partie de l'aire d'attraction de Baccarat, dont elle est une commune de la couronne,. Cette aire, qui regroupe 13 communes, est catégorisée dans les aires de moins de 50 000 habitants,.

### Occupation des sols
L'occupation des sols de la commune, telle qu'elle ressort de la base de données européenne d’occupation biophysique des sols Corine Land Cover (CLC), est marquée par l'importance des territoires agricoles (95,4 % en 2018), en diminution par rapport à 1990 (100 %). La répartition détaillée en 2018 est la suivante : terres arables (52,5 %), prairies (40,5 %), zones urbanisées (4,6 %), zones agricoles hétérogènes (2,4 %). L'évolution de l’occupation des sols de la commune et de ses infrastructures peut être observée sur les différentes représentations cartographiques du territoire : la carte de Cassini (XVIIIe siècle), la carte d'état-major (1820-1866) et les cartes ou photos aériennes de l'IGN pour la période actuelle (1950 à aujourd'hui).

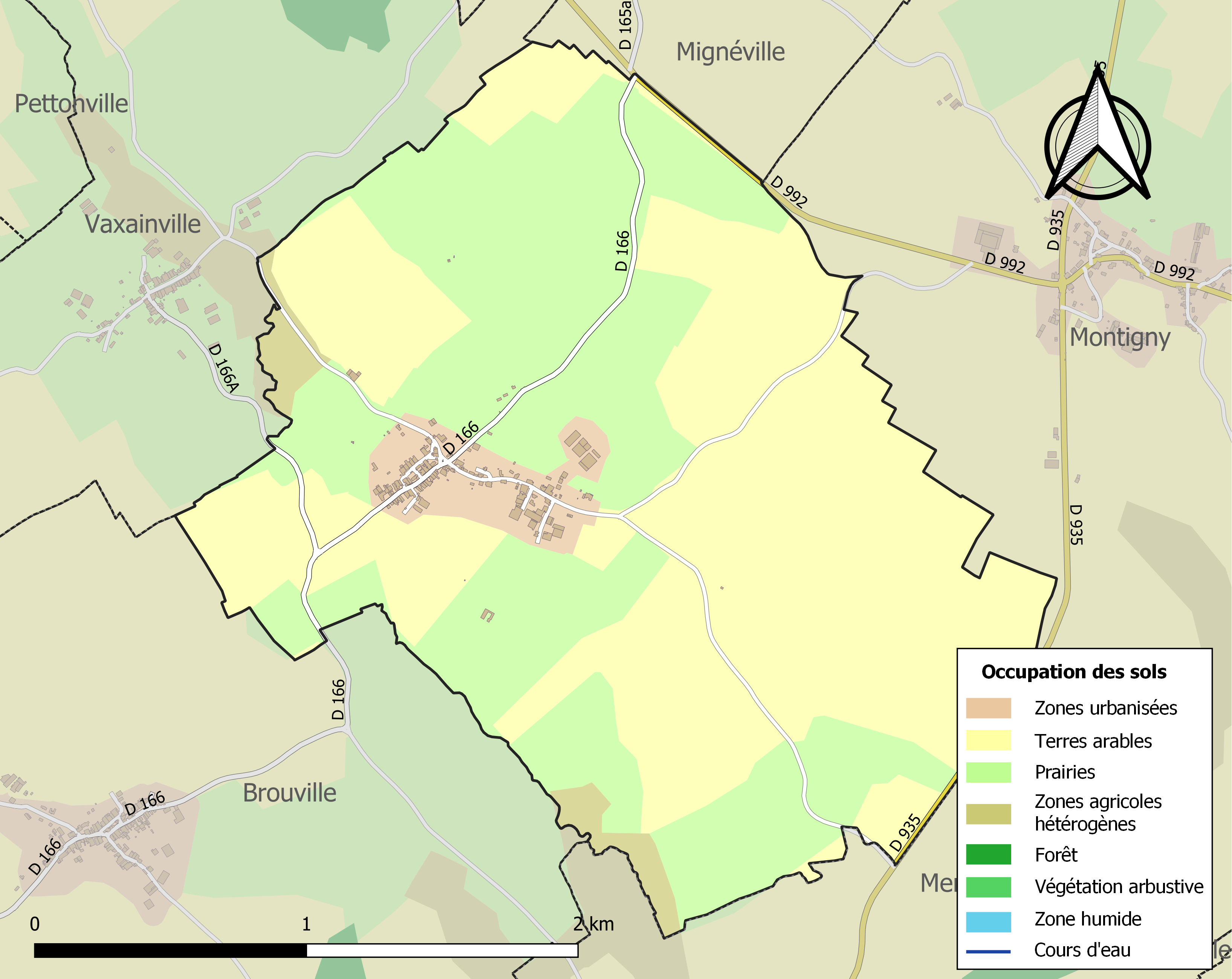
Carte des infrastructures et de l'occupation des sols de la commune en 2018 (CLC).

## Toponymie
Rehereix (1314), Rehereiz (1327), Rahery (1505)[réf. nécessaire].

## Politique et administration

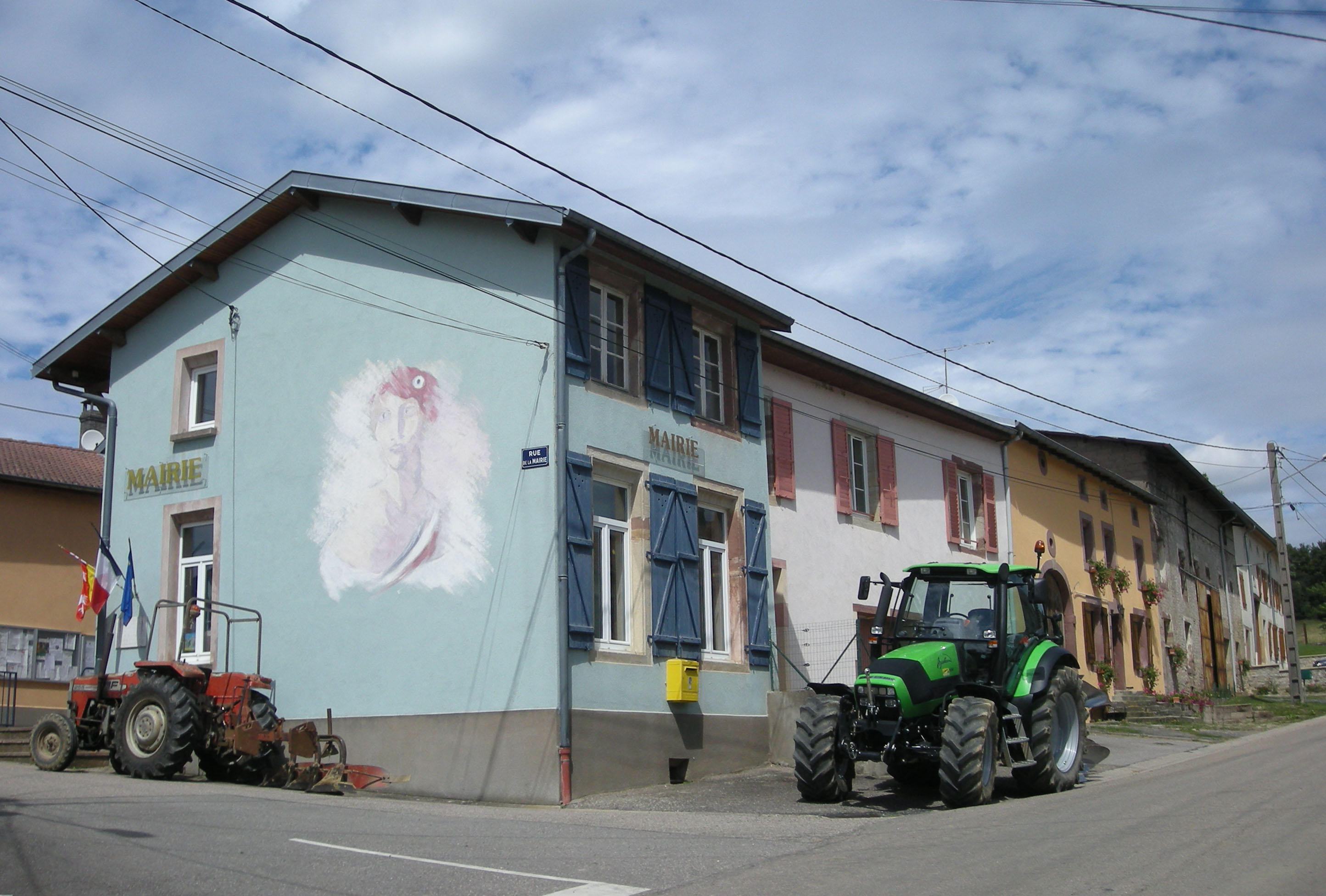
La mairie.

| Période                                  | Période  | Identité             | Étiquette | Qualité |
| ---------------------------------------- | -------- | -------------------- | --------- | ------- |
| Les données manquantes sont à compléter. |          |                      |           |         |
| avant 1988                               | ?        | Roger Dumas          |           |         |
| mars 2001                                | mai 2020 | René Kryzs           |           |         |
| mai 2020                                 | En cours | Bertrand Schultheiss |           | Artisan |

## Population et société

### Démographie
L'évolution du nombre d'habitants est connue à travers les recensements de la population effectués dans la commune depuis 1793. Pour les communes de moins de 10 000 habitants, une enquête de recensement portant sur toute la population est réalisée tous les cinq ans, les populations de référence des années intermédiaires étant quant à elles estimées par interpolation ou extrapolation. Pour la commune, le premier recensement exhaustif entrant dans le cadre du nouveau dispositif a été réalisé en 2004.

En 2022, la commune comptait 152 habitants, en évolution de +31,03 % par rapport à 2016 (Meurthe-et-Moselle : −0,13 %, France hors Mayotte : +2,11 %).
| 1793 | 1800 | 1806 | 1821 | 1831 | 1836 | 1841 | 1846 | 1851 |
| ---- | ---- | ---- | ---- | ---- | ---- | ---- | ---- | ---- |
| 253  | 291  | 350  | 298  | 302  | 353  | 324  | 325  | 330  |

| 1856 | 1861 | 1872 | 1876 | 1881 | 1886 | 1891 | 1896 | 1901 |
| ---- | ---- | ---- | ---- | ---- | ---- | ---- | ---- | ---- |
| 301  | 309  | 274  | 291  | 283  | 274  | 267  | 257  | 258  |

| 1906 | 1911 | 1921 | 1926 | 1931 | 1936 | 1946 | 1954 | 1962 |
| ---- | ---- | ---- | ---- | ---- | ---- | ---- | ---- | ---- |
| 254  | 233  | 232  | 211  | 194  | 178  | 162  | 168  | 159  |

| 1968 | 1975 | 1982 | 1990 | 1999 | 2004 | 2006 | 2009 | 2014 |
| ---- | ---- | ---- | ---- | ---- | ---- | ---- | ---- | ---- |
| 138  | 112  | 108  | 112  | 125  | 122  | 132  | 130  | 124  |

| 2019 | 2022 | - | - | - | - | - | - | - |
| ---- | ---- | - | - | - | - | - | - | - |
| 141  | 152  | - | - | - | - | - | - | - |

## Économie

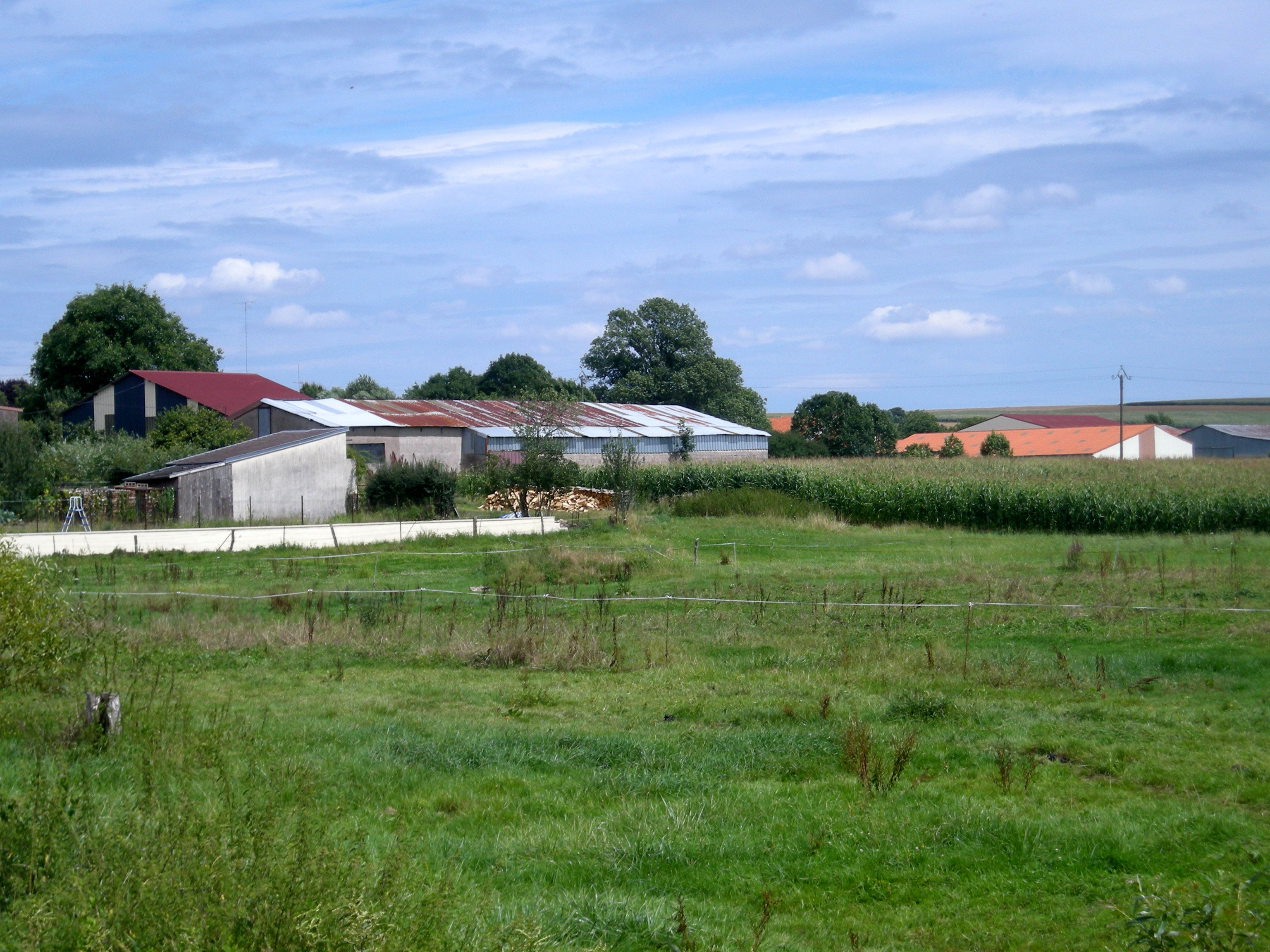
Exploitations agricoles.

La localité vit de la polyculture (notamment céréales) et de l'élevage bovin.

## Culture locale et patrimoine

### Lieux et monuments

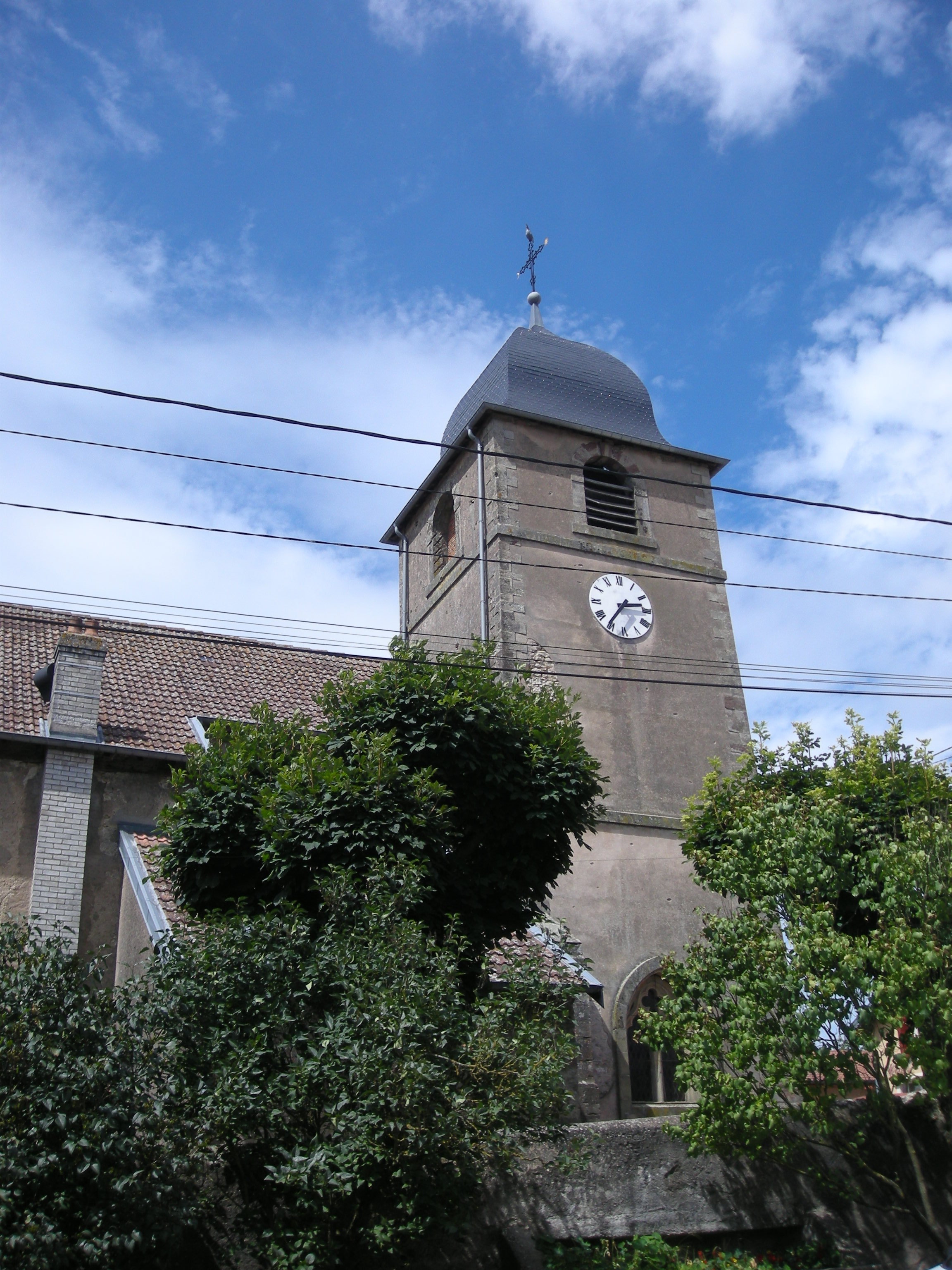
L'église.

L'église date du XVIIIe siècle.

### Héraldique
| Blason de Reherrey | Blason  | De gueules au dextrochère de carnation vêtu d’azur, mouvant d’un nuage d’argent, tenant une épée garnie d’or accompagné à dextre d’un M majuscule couronné d’or et à senestre d’une clef d’or et d’une épée d’argent passées en sautoir. |
| Blason de Reherrey | Détails | Le statut officiel du blason reste à déterminer. |